# Last Drop Falls
A Last Drop Falls című lemez a Sonata Arctica nevű finn power metal együttes összességében harmadik, a Silence albumról másodikként kimásolt kislemeze.

## Számlista
1. „Last Drop Falls”
2. „Die With Your Boots On” (Iron Maiden-feldolgozás)
3. „Mary-Lou” (akusztikus verzió)

## Közreműködők
- Tony Kakko – ének, billentyűsök
- Jani Liimatainen – gitár
- Tommy Portimo – dob
- Mikko Härkin – billentyűsök
- Marko Paasikoski – basszusgitár
- Ahti Kortelainen – a stúdiómunkálatok vezetője
- Mikko Karmila és Mika Jussila – utómunkálatok